# Luchtvaartafdeeling

Bemanning in de Fokker C-V 429 verkenningsvliegtuig van de Militaire Luchtvaartafdeling, mogelijk op het vliegveld Andir bij Bandoeng.

De Luchtvaartafdeeling der Koninklijke Landmacht (LVA) was de voorloper van de Nederlandse Koninklijke Luchtmacht.
In maart 1910 werd in Nederland de Militaire Luchtvaart Commissie opgericht, die voorstellen moest doen voor het oprichten van een luchtvaartafdeling van het leger. Secretaris was Henk Walaardt Sacré, een kapitein bij de genie. Hij was in maart 1908 al belast met 'de luchtscheepvaart bij het Regiment'. Buiten dienst was hij lid van de Nederlandse Vereniging voor Luchtvaart, en hij kreeg van generaal-majoor C.J. Snijders alle ruimte om zich te specialiseren in de militaire luchtvaart. In april 1912 bracht de commissie een eindrapport uit, waarin werd geadviseerd tot het oprichten van een luchtvaartafdeling, die zou beschikken over luchtballons, luchtschepen en vliegtuigen.
Op 28 maart 1913 kocht de Staat der Nederlanden bij Soesterberg een vliegheide aan die zou gaan dienen als vliegbasis voor de Luchtvaartafdeeling (Vliegbasis Soesterberg). Minister van Oorlog Hendrik Colijn diende op 9 april het voorstel tot de vorming van een 'Proef-Afdeeling' in. Het plan kwam door de Tweede Kamer maar de eigen luchtballons en luchtschepen, waar Walaardt Sacré zo'n voorstander van was, werden geschrapt. De Luchtvaartafdeeling zou alleen over vliegtuigen beschikken. De organisatie werd op 1 juli van dat jaar officieel opgericht, als afdeling van de Koninklijke Landmacht. Walaardt Sacré werd tot commandant benoemd.
De LVA beschikte over een Spyker automobiel voor Walaardt Sacré, en een van Marinus van Meel gehuurde tweedekker, de Brik. De eerste vier militaire vliegers hadden in het buitenland hun vliegbrevet gehaald, op eigen kosten. In 1915 werd begonnen met het opleiden van vrijwilligers tot militair vlieger; aanvankelijk alleen officieren, en vanaf 1916 ook lageren in rang. Kapitein-vlieger Willem Versteegh werd de belangrijkste instructeur. Gevlogen werd met enkele Farman-toestellen. Ook beschikte de LVA over toestellen van de strijdende partijen uit de Eerste Wereldoorlog die in Nederland een noodlanding hadden moeten maken en in beslag waren genomen. Met name Cadzand was om die noodlandingen in die dagen bekend, en men sprak al vlug van de 'fabriek van Cadzand'. Walaardt Sacré bouwde de organisatie op, en onder zijn leiding werden nog zes militaire vliegvelden ingericht. Op 1 november 1919 werd hem eervol ontslag verleend.
Tijdens het interbellum werd weinig geïnvesteerd in de Luchtvaartafdeeling. Dit werd veroorzaakt door een groot vertrouwen van de politiek in de neutraliteit van Nederland, waardoor Nederland buiten de Eerste Wereldoorlog was gebleven ondanks pogingen om Nederland tot een van beide kampen te laten toetreden. Verder had men veel geloof in de pas opgerichte Volkenbond die voor wereldvrede moest zorgen.
In 1932 werd de Technische Dienst van de LVA afgesplitst als Luchtvaartbedrijf (LVB). De directeur van de LVB viel onder het Ministerie van Oorlog, terwijl de commandant LVA bleef ressorteren onder de Generale Staf. De splitsing leidde tot veel problemen en ruzie over taken en verantwoordelijkheden. In 1935 werd de Inspectie der Militaire Luchtvaart opgericht, met als belangrijkste doel de coördinatie tussen LVA en LVB te verbeteren. De Inspectie rapporteerde direct aan het Ministerie van Oorlog, en de LVA en LVB aan de Inspectie. De verbetering trad maar moeizaam op en pas in 1937 was er sprake van een werkbare situatie tussen buide luchtvaartafdelingen.
Tot 1935 vonden bijna alle militaire luchtvaartactiviteiten plaats op de vliegbasis. Met de nieuwe vliegtuigorders werd de basis te klein en de concentratie op een plaats maakte het geheel heel kwetsbaar bij een vijandelijke aanval. Nieuwe militaire vliegvelden waren noodzakelijk, maar omdat het enige tijd zou duren voordat deze gereed zouden zijn, werden vliegtuigen overgebracht naar bestaande vliegvelden zoals Schiphol, Waalhaven, Gilze-Rijen en Ypenburg.
Te laat kwam Nederland erachter dat de neutraliteit gewapenderhand verdedigd moest worden bij een volgende oorlog. De bestellingen die in 1938 en 1939 werden geplaatst kwamen te laat om de neutraliteit te kunnen handhaven.
De LVA werd op 1 juli 1939 omgevormd tot de Luchtvaartbrigade. Op 26 juli 1944 werd in Londen het Directoraat Nederlandse Luchtstrijdkrachten opgericht. In 1947 werd een Chef Luchtmachtstaf aangesteld en op 11 maart 1953 werd de luchtmacht een zelfstandig krijgsmachtdeel, Koninklijke Luchtmacht geheten.

## Commandanten der Luchtvaartafdeeling
- Henk Walaardt Sacré (juli 1913 - november 1919)
- Joachim Hendrik Hardenberg (november 1919 - november 1929)
- Jacob Jan van Santen (november 1929 - november 1933)
- Petrus Wilhelmus Best (november 1933 - maart 1937)
- Floris Albert van Heyst (maart 1937 - augustus 1939)

## Bekende LVA-vliegers
- Karel Doorman
- Albert Plesman
- Adriaan Viruly
- Bram van der Stok

## Naslagwerk
- Rolf de Winter, Een eeuw militaire luchtvaart in Nederland 1913-2013, Bakermat Soesterberg, Boom, Amsterdam, 2013, ISBN 9789461058713